# (4659) Roddenberry
(4659) Roddenberry (1981 EP20) – planetoida z pasa głównego asteroid okrążająca Słońce w ciągu 3,65 lat w średniej odległości 2,37 j.a. Została odkryta 2 marca 1981 roku w Siding Spring Observatory przez Schelte Busa. Nazwa planetoidy została nadana na cześć Gene’a Roddenberry’ego, twórcy serialu Star Trek.